# Даулетова, Гульмира Бекзатовна
Гульмира Бекзатовна Даулетова (каз. Гүлмира Бекзатқызы Дәулетова; род. 13 апреля 1988,  ЮКО, Казахстан) — международный гроссмейстер среди женщин (2020), бронзовый призёр Всемирной шахматной олимпиады, постоянный член женской сборной Республики Казахстан.  В настоящее время работает турнирным директором и заместителем исполнительного директора в Казахстанской федерации шахмат .

## Биография
Первым тренером 4-летней Гульмиры являлся её отец Даулетов Бекзат (программист и кандидат в мастера спорта по шахматам). Вторым тренером был Григорий Борисович Ким, который довел её до Чемпионки Азии.
Единственная шахматистка в сборной окончившая школу с Алтын белгі, набрав 113 баллов из 120 возможных.
В  2009 году окончила с красным дипломом факультет юриспруденции и международных отношений Южно-Казахстанского государственного университета имени Ауэзова. В 2012 году окончила с красным дипломом магистратуру факультета международных отношений Казахского национального университета в Алматы . В 2011 году училась по обмену в Испании в Universidad de Cadiz, завершив учёбу с оценкой "А" - отлично и попутно выиграла турнир «V Open International St Casablanca».
Ныне входит в Топ-5 лучших шахматисток Казахстана .
Автор учебно-методического пособия для школьников "Шахматы" для 2-4 классов https://kazchess.kz/school_chess/.

## Достижения
Женский международный гроссмейстер Член женской сборной Казахстана,
Официальные турниры:
- Чемпионка Азии до 18 лет (2006)[8],
- Бронзовый призёр 41-й Всемирной шахматной Олимпиады (Тромсё, Норвегия) [9].
- Бронзовый призёр Азиатских игр в закрытых помещениях в Макао (2007).
- Серебряный призёр Кубка Азиатских Наций в индивидуальном зачете и бронзовый призёр Кубка Азиатских Наций в командном зачете (Иран, 2014г)[10],
- Серебряный и бронзовый призёр Кубка Азиатских Наций в индивидуальном зачете и бронзовый призёр Кубка Азиатских Наций в командном зачете (ОАЭ, 2016)[11],
- Серебряный призёр Кубка Азиатских Наций по блицу в индивидуальном зачете (Иран 2018)[12],
- Бронзовый призёр чемпионата Азии до 16 лет (2003),
- Чемпионка универсиады среди студентов тюркоязычных стран (2013)[13],
- Вице-чемпионка Универсиады студентов тюркоязычных стран в Анкаре, Турция (2010) [14].
- Чемпионка Казахстана среди девушек в возрастных группах до 14, 18, 20 лет,
- Трёхкратная Чемпионка Казахстана среди женщин (2007, 2008, 2010)

Крупные международные турниры:
- Победитель мужского международного турнира «Аэрофлот-Опен С» в Москве (2007)[15], мужского международного турнира  «IM Round Robin Third Saturday» в Сербии[16][17] (2020),
- победитель среди женщин в международных турнирах: «Czech Open A» в Чехии (2007), «Труд» в Узбекистане (2001), «V Open International St Casablanca» в Испании (2011), Astana Open A (2018), Almaty Open (2019),  Bad Woerishofen в Германии[18] (2020),
- Серебряный призёр London Chess Classic  в Англии (2018).

В составе сборной Казахстана участница 7-ти шахматных Олимпиад (2006—2018) и 3-х командных чемпионатов мира (2013—2019).